# Hrgud (Berkovići)
Pour les articles homonymes, voir Hrgud.
Hrgud (en serbe cyrillique : Хргуд) est un village de Bosnie-Herzégovine. Il est situé dans la municipalité de Berkovići, république serbe de Bosnie. Selon les premiers résultats du recensement bosnien de 2013, il compte 147 habitants.
Après la guerre de Bosnie-Herzégovine et à la suite des accords de Dayton (1995), le territoire du village de Hrgud, qui faisait partie de la municipalité de Stolac, a été partiellement rattaché à la municipalité de Berkovići, nouvellement créée et intégrée à la république serbe de Bosnie.

## Démographie

### Évolution historique de la population dans la localité
| 1948 | 1953 | 1961 | 1971 | 1981 | 1991 | 2013 |
| ---- | ---- | ---- | ---- | ---- | ---- | ---- |
| 576  | -    | 505  | 416  | 360  | 281, | 147  |

|  |

### Répartition de la population par nationalités (1991)
En 1991, les 281 habitants du village étaient tous serbes.